# Богатырёв, Владимир Александрович
Владимир Александрович Богатырёв (род. 9 марта 1951, Ленинград) — советский и российский режиссёр, преподаватель.

## Биография
Владимир Александрович Богатырёв родился 9 марта 1951 года в Ленинграде.
В 1975 году закончил ЛГИТМиК (мастерская З. Я. Корогодского), где учился у М. Шмойлова, В. Фильштинского, Л. Додина, О. Обориной.
Преддипломная практика была в Ленинградском ТЮЗе на спектакле «Борис Годунов». Играл в спектаклях Ленинградского ТЮЗа «Наш, только наш», «Шел парнишке 13-й год», «Наш цирк», «Открытый урок» и др. Дипломным спектаклем Владимира Богатырёва стала постановка «Прощание в июне» по пьесе А.В. Вампилова, осуществленная в драматическом театре г. Краснодара.
Многие годы В.А. Богатырёв работал режиссёром в разных городах России — Астрахани, Туле, Твери, Санкт-Петербурге, Новгороде, Омске, Кирове, Норильске, Новосибирске и др.
В настоящее время работает в РАМТе (г. Москва). Преподает в РАТИ (ГИТИС).

## Режиссёрские работы
Астраханский государственный театр юного зрителя
- «Конёк-Горбунок» П. Ершов
- «Думая о нём» по пьесе Ф. Долгого
- «Солнечный удар» А. Яковлев и др.

Тульский областной театр юного зрителя (главный режиссёр)
- «Нетерпение» Ю. Трифонов
- «Два брата» М. Лермонтов,
- «Сказ о Мишке Коршунове…» М. Шолохов (Премия Мин. Культуры)
- «Дорога к солнцу» по собственной пьесе
- «Мой бедный Марат» А. Арбузов,
- «Прости меня» В. Астафьев.

Тверской театр юного зрителя (главный режиссёр)
- «Кто этот Диззи Гиллеспи?» А. Соколова
- «Женитьба Бальзаминова» А. Островский
- «С любовью не шутят» П. Кальдерон
- «Сашка» В. Кондратьев
- «Капитанская дочка» А. Пушкин и др.

ТЮЗ имени А. А. Брянцева
- «Самая-самая» Ф. Дорэн с А. Шурановой и И. Шибановым в гл. ролях
- «Летучкина любовь» Р. Орешник
- "Время Ч" инсценировка В.Богатырёва по рассказам А.П. Чехова

Томский областной драматический театр
- «Стеклянный зверинец» Т. Уильямс
- «Недоросль» Д. Фонвизин

Нижний Новгород
- «Вся Надежда» М. Рощин
- «Игра любви и случая» П. Мариво

Челябинский государственный молодёжный театр
- «Романтики» Э. Ростан. (Постановка с художником Т. И. Сельвинской)

Новосибирск
- «Синяя птица» М. Метерлинк (Постановка с художником С.Бенедиктовым)

Норильск
- «Вверх по лестнице, ведущей вниз» Б. Кауфман (Постановка с художником Л.Баишевой)

Российский академический молодёжный театр
- «Жизнь впереди» Э. Ажар (по собственной инсценировке)
- «Поллианна» Э. Портер (по собственной инсценировке)
- «Жили-были» Ф. Зальтен (по собственной инсценировке)
- «Мальчик-с-пальчик» М. Бартеньев
- «Сказки на всякий случай» Е. Клюев (по собственной инсценировке)
- «Идеалистка» А. Володин, композиция В. Богатырёва
- «Сказки на всякий случай» Евгений Клюев (по собственной инсценировке)
- «Думайте о нас» Евгений Клюев
- «Как я стал идиотом» Мартен Паж
- "Жизнь одна" В.Кондратьев. В.Шаламов /по собственной инсценировке/

ТЕАТР-СТУДИЯ на Трифоновской (главный режиссёр)
- «Куриные головы» Д. Шпиро (Премия фестиваля Венгерской драматургии)
- «Где-то в Америке» С. Шепард

 Московский театр «Et Cetera» под руководством А. Калягина
- «За горизонтом»  О. Нил  (премьера в 1995 г.)
- «Старый друг лучше новых двух» А. Островский (1997 г.)

Московский областной драматический театр им. Островского
- «Лес» А. Островский

Московский новый драматический театр
- «Единственный наследник» Жана Франсуа Реньяра[3]
- «Стойкий оловянный солдатик» Г. Андерсен (по пьесе В. Андреева)
- «Долгое прощание» Т. Уильямс
- «Лиза, Лизка, Лизавета» (пьеса В. Богатырёва по повести Н. М. Карамзина «Бедная Лиза» и рассказу Н. Евдокимова «Лиза-Елизавета…»)

## Преподавательская деятельность
Преподавал во ВГИКе на курсе А. В. Баталова.
Дипломный спектакль: «Продавец дождя» Р. Нэш.
Преподаёт с 1995 г. в ГИТИСе (РАТИ) на курсе А. В. Бородина.
Поставил дипломные спектакли:
- «Дни нашей жизни» Л. Андреева
- «Забавный случай» К. Гольдони
- «Анна Кристи» О. Нил (2005 г.)
- «Герой нашего времени» М. Лермонтова по собственной инсценировке (2009 г.)
- "Носороги" Э.Ионеско
- "Ромео и Джульетта" В.Шекспир

## Премии и награды
- Премия фестиваля Венгерской драматургии — за постановку пьесы «Куриные головы» Д. Шпиро
- Премия фестиваля «Ожившая сказка» — за лучшую режиссуру (2007 год)
- Премия фестиваля «Арлекин» режиссёру — «За верность традициям школы З. Я. Корогодского» (2008 год)
- Премии фестиваля «Арлекин» и «Я мал, привет!» — за спектакль «Стойкий оловянный солдатик» (2009 год)
- Премия города Москвы — за постановку спектакля «Сказки на всякий случай» (2009 год)[4]
- Премия Союза Театральных Деятелей России «Гвоздь сезона» — за спектакль «Сказки на всякий случай» Е. Клюева (по собственной инсценировке)